# Mauriz von Menzingen
Mauriz von Menzingen   (Menzingen, 24 de juny de 1654 - 3 de març de 1713), també Mauritius Zehnder, nom de baptisme Johann Peter Zehnder, fou un religiós catòlic romà i compositor suís.
Ingressà en l'orde caputxina, on els seus superiors el dedicaren a la predicació. Més tard residí a Andermatt, on va escriure la lletra i la música de diversos cants de caràcter religiós.
Alguns d'aquests càntics es publicaren amb el títol de Philomela Mariana, Die Marianische Nachtigall, que constava de 36 cançons i notes d'acompanyament i es basava en el volkslied. Aquest llibre s'assemblava a les col·leccions de cançons del frare Laurentius von Schnüffis que s'havien publicat unes dècades abans. El més important per a tots dos era estimular la joventut a la virtut i la moralitat.